# Thinophilus
Thinophilus är ett släkte av tvåvingar. Thinophilus ingår i familjen styltflugor.

## Dottertaxa tillThinophilus, i alfabetisk ordning[1][2]
- Thinophilus achilleus
- Thinophilus acutifacies
- Thinophilus aequalichaetus
- Thinophilus amoenus
- Thinophilus androegenus
- Thinophilus annulatus
- Thinophilus annulitarsis
- Thinophilus aquaticus
- Thinophilus argyropalpis
- Thinophilus armiger
- Thinophilus asiobates
- Thinophilus atritarsis
- Thinophilus bicalcaratus
- Thinophilus bimaculatus
- Thinophilus bipunctatus
- Thinophilus brevipes
- Thinophilus calopus
- Thinophilus campbellensis
- Thinophilus canities
- Thinophilus capensis
- Thinophilus chetitarsis
- Thinophilus ciliatus
- Thinophilus ciliventris
- Thinophilus clavatus
- Thinophilus collinus
- Thinophilus concinnarius
- Thinophilus concolor
- Thinophilus constrictus
- Thinophilus cuneatus
- Thinophilus delicatus
- Thinophilus depressus
- Thinophilus diminuatus
- Thinophilus dubiosus
- Thinophilus duplex
- Thinophilus egenus
- Thinophilus expolitus
- Thinophilus flagellatus
- Thinophilus flavicaudatus
- Thinophilus flavifrons
- Thinophilus flavipalpis
- Thinophilus formosinus
- Thinophilus frontalis
- Thinophilus fuscicoxalis
- Thinophilus govaerei
- Thinophilus hardyi
- Thinophilus heydeni
- Thinophilus hilaris
- Thinophilus horticola
- Thinophilus imperialis
- Thinophilus indigenus
- Thinophilus inornatus
- Thinophilus insertus
- Thinophilus insulanus
- Thinophilus integer
- Thinophilus lamellaris
- Thinophilus latimanus
- Thinophilus longicilia
- Thinophilus longipes
- Thinophilus longipilus
- Thinophilus longiventris
- Thinophilus maculatus
- Thinophilus magnipalpus
- Thinophilus mexicanus
- Thinophilus milleri
- Thinophilus mirandus
- Thinophilus modestus
- Thinophilus munroi
- Thinophilus murphyi
- Thinophilus neglectus
- Thinophilus neptunus
- Thinophilus nitens
- Thinophilus ochrifacies
- Thinophilus ochripalpis
- Thinophilus olga
- Thinophilus ornatus
- Thinophilus pallidipes
- Thinophilus palpatus
- Thinophilus panamensis
- Thinophilus parmatus
- Thinophilus pectinifer
- Thinophilus pectinipes
- Thinophilus pedestris
- Thinophilus peninsularis
- Thinophilus phollae
- Thinophilus pollinosus
- Thinophilus prasinus
- Thinophilus promotus
- Thinophilus prudens
- Thinophilus pruinosus
- Thinophilus punctiger
- Thinophilus quadrimaculatus
- Thinophilus quadrisetus
- Thinophilus revicilius
- Thinophilus rex
- Thinophilus rufibarbis
- Thinophilus ruficornis
- Thinophilus russelli
- Thinophilus scopiventris
- Thinophilus scutohirtus
- Thinophilus semipallidus
- Thinophilus seticolis
- Thinophilus setiscutellatus
- Thinophilus setiventris
- Thinophilus setosus
- Thinophilus setulipalpis
- Thinophilus sinensis
- Thinophilus spinipes
- Thinophilus spinitarsis
- Thinophilus spinulosus
- Thinophilus splendens
- Thinophilus splendidus
- Thinophilus taylori
- Thinophilus tesselatus
- Thinophilus thallasinus
- Thinophilus tinctus
- Thinophilus trimaculatus
- Thinophilus valentulus
- Thinophilus vangoethemi
- Thinophilus vanschuythroecki
- Thinophilus varicoxa
- Thinophilus wasselli
- Thinophilus vespertinus
- Thinophilus vinculatus
- Thinophilus violaceus
- Thinophilus virgatus
- Thinophilus viridifacies